# هسلباخ (باد لاسفه)
هسلباخ (به آلمانی: Hesselbach) یک منطقهٔ مسکونی در آلمان است که در باد لاسفه واقع شده‌است. هسلباخ ۵۹۱ نفر جمعیت دارد.